# Westland Aircraft
Westland Aircraft (auch kurz Westland genannt, von 2000 bis 2016 AgustaWestland) war ein britischer Luftfahrzeughersteller in Yeovil in Somerset, England. Vom Ersten Weltkrieg bis 1955 produzierte die Firma Flugzeuge. Nach 1945 begann Westland mit der Produktion und Entwicklung von Hubschraubern.

## Firmengeschichte

### Im Ersten Weltkrieg 1915–1918
Westland Aircraft wurde 1935 als eigenständige Firma gegründet. Bis dahin war sie Teil von Petters Ltd. Das von Ernest und Percy Petter gegründete Familienunternehmen produzierte bis zum Ersten Weltkrieg Motoren für die Landwirtschaft und Industrie. Mit Beginn des Ersten Weltkrieges bat die britische Regierung die Industrie, ihre Produktion auf kriegswichtige Güter (vor allem Waffen und Munition) umzustellen. Petter Ltd. reagierte, und in einem Treffen mit der Admiralität einigte man sich auf den Bau von Flugzeugen. Nach dem erfolgreichen Bau von Wasserflugzeugen Short Typ 184 und Typ 166 bekam die Firma den Auftrag zum Bau von Sopwith 1½ Strutter. Im Jahr 1916 kam von Airco ein Auftrag über den Bau von D.H.4 und D.H.9 hinzu, in dessen Folge Westland zum Hauptauftragnehmer für den Bau der D.H.9A wurde. Bis zum Ende des Ersten Weltkrieges hatte Westland 1.100 Flugzeuge hergestellt und sich als bedeutendes britisches Luftfahrtunternehmen etabliert.

### Zwischen den Kriegen 1918–1939

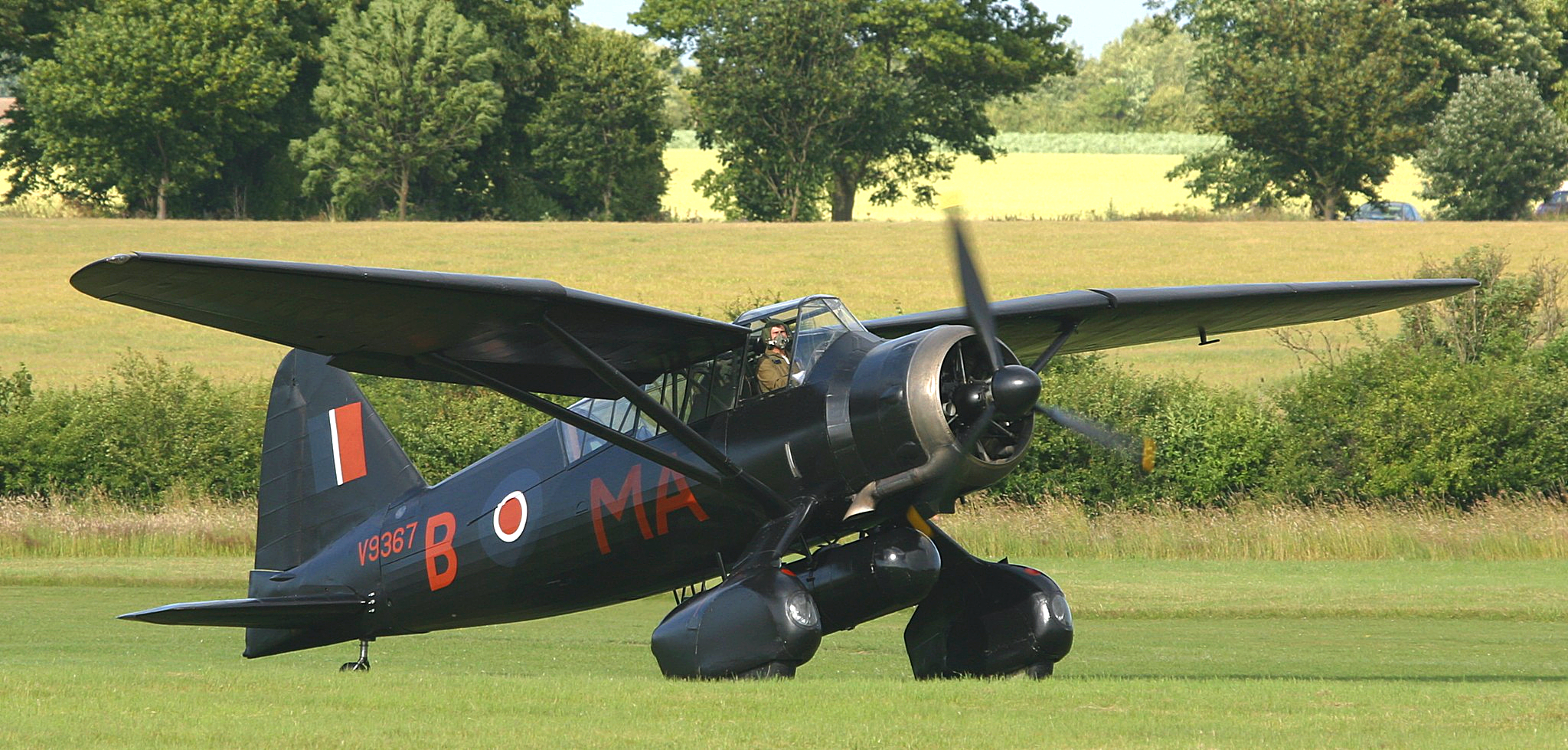
Westland Lysander

Nach Ende des Ersten Weltkrieges begann Westland mit der Entwicklung von Passagierflugzeugen wie der Limousine, der dreimotorigen Wessex und der unkonventionell konzipierten Dreadnought. Daneben lief die Produktion der D.H.9A bis 1927 weiter. Aus ihr ging die Westland Wapiti hervor, die das Rückgrat der Royal Air Force im Nahen Osten und Indien bildete. Von ihr wurden 563 Einheiten gebaut. Mit einer modifizierten Wapiti, der Westland Wallace und einer Westland PV-3, gelang 1933 der erste Überflug über den Mount Everest. Zwei Jahre später wurde die Firma Westland Aircraft Ltd. gegründet. In der Zeit zwischen den Kriegen experimentierte Westland mit ungewöhnlichen Fluggeräten wie der Pterodactyl, einem einsitzigen Nurflügler (Erstflug 1928) und den Tragschraubern CL.20 (Erstflug 1935) und C.29. Letzterer war jedoch wegen starken Bodenresonanzproblemen nicht flugfähig. Im Jahr 1936 flog ein Prototyp der von William Petter entwickelten Westland Lysander zum ersten Mal. Dieses Flugzeug verfügte über erstaunliche Kurzstart- und Landeeigenschaften (STOL), durch die es im Zweiten Weltkrieg im Rahmen von Geheimmissionen des SAS zur Legende wurde. Es wurden insgesamt 1.652 Stück (225 davon in Kanada) gebaut. Mit dem Herannahen des Zweiten Weltkriegs entstand die Forderung nach einem Langstreckenjäger. Westland entwickelte daraufhin die zweimotorige Whirlwind, die mit vier 20-mm-Kanonen in der Rumpfnase ausgestattet war. Von ihr wurden insgesamt 116 Stück hergestellt.

### Im Zweiten Weltkrieg 1939–1945
Mit Beginn des Zweiten Weltkrieges und dem Fall von Frankreich verlagerte sich der Luftkrieg nach England, und es begann die Luftschlacht um England. Damit bestand auch kein Bedarf an Langstreckenjägern mehr, und Westland baute Supermarine Spitfire, nachdem das Supermarine-Werk in Southampton durch Bomben zerstört worden war. Aus der Spitfire entwickelte Westland die trägergestützte Seafire. Bis zum Ende des Krieges wurden mehr als 2000 Spitfire und Seafire gebaut. Zu den bedeutendsten Neuentwicklungen während des Krieges gehörte die zweimotorige Westland Welkin, die 1942 zum ersten Mal flog. Die Welkin war die Antwort auf hoch fliegende deutsche Aufklärungsflugzeuge und verfügte über eine Druckkabine. Die Entwicklung von Druckkabinen führte zu der Gründung des Tochterunternehmens Normalair.

### Nach dem Zweiten Weltkrieg 1945–1986

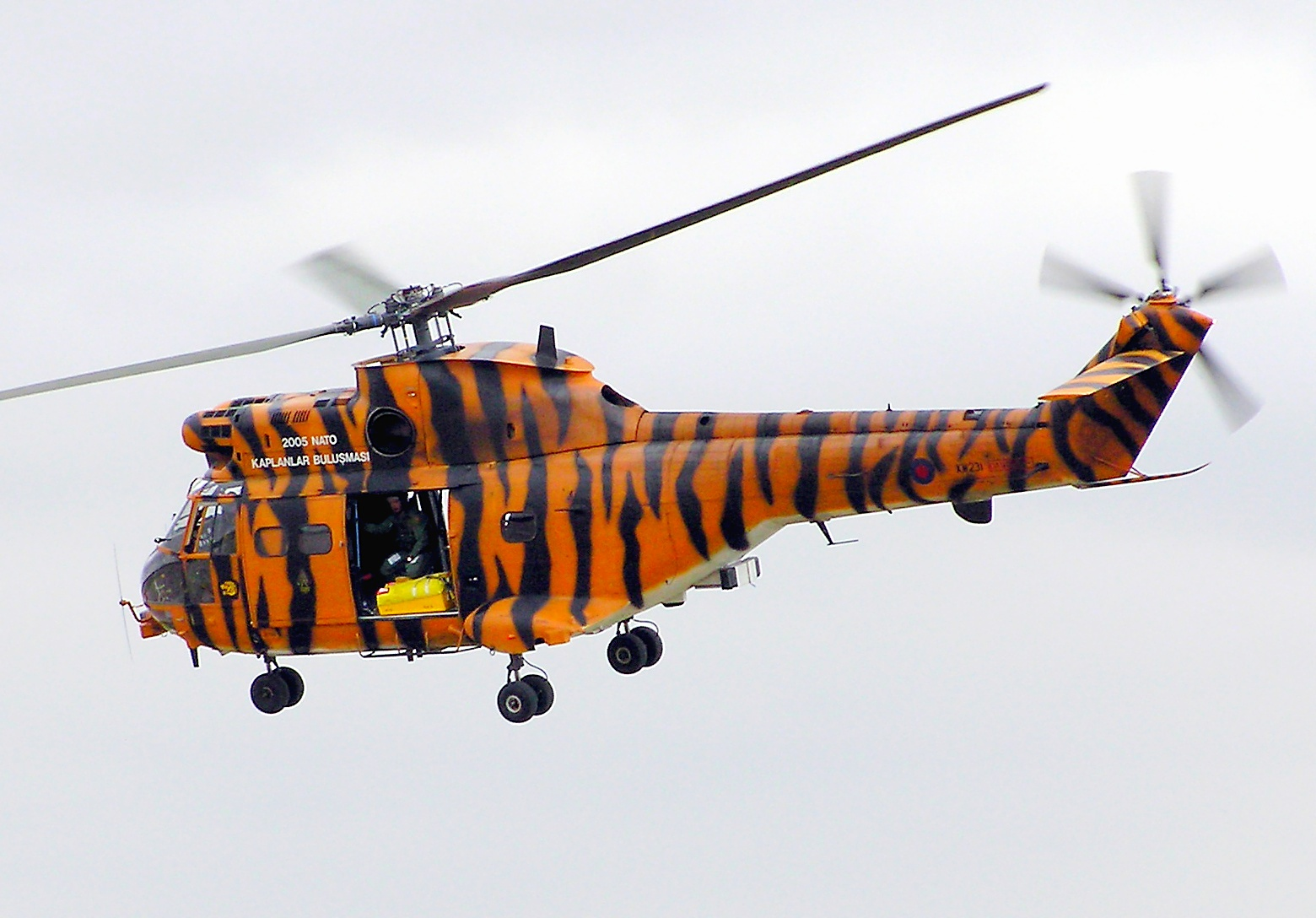
RAF Puma HC.1 der 230. Staffel

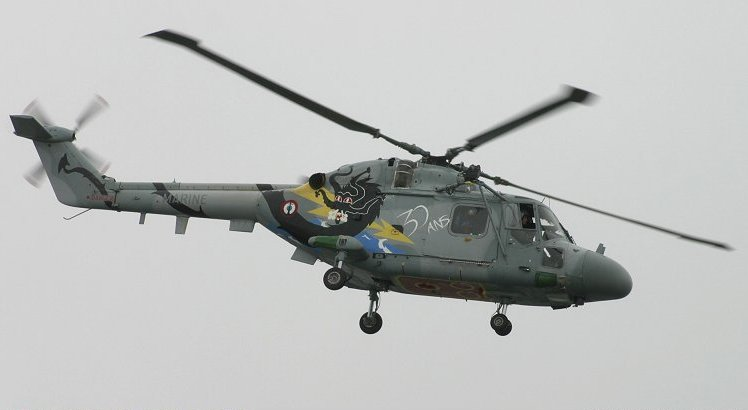
Französische Lynx

Das Ende des Zweiten Weltkrieges bedeutete gleichzeitig den Beginn einer neuen Ära bei Westland. Die Firma begann mit der Produktion und Entwicklung von Hubschraubern. Im Jahr 1946 traf Westland mit Sikorsky ein Abkommen zum Bau von Hubschraubern unter Lizenz. Gleichzeitig fand der Jungfernflug des letzten Flugzeugtyps, der Westland Wyvern, statt. Sie war ein trägergestützter Langstreckenjäger mit gegenläufigen Koaxialpropellern.
Der erste von Westland gebaute Hubschrauber war ein Lizenzbau der Sikorsky S-51, die Dragonfly. Ihr Erstflug war 1948, und die Auslieferung an die Royal Navy begann 1953. Weitere zum Teil deutlich modifizierte und weiterentwickelte Lizenzbauten wie die Whirlwind, Wessex und Sea King folgten.
Im Jahr 1955 endete die Ära des Flugzeugbaus bei Westland. Bis zu diesem Zeitpunkt hatten mehr als 6000 Flugzeuge die Hallen verlassen. Man konzentrierte sich nun ausschließlich auf Hubschrauber.
Zwischen 1958 und 1961 veränderte sich die britische Luftfahrtindustrie grundlegend. In den 1950er-Jahren existierten in Großbritannien mehr als 20 Unternehmen, die untereinander in Konkurrenz standen. Auf Druck der britischen Regierung schlossen sich die Flugzeughersteller zur British Aircraft Corporation und Hawker Siddeley Group zusammen. Westland übernahm die Hubschrauberabteilungen von Bristol in Weston-super-Mare, Fairey in Hayes und Saunders Roe in East Cowes und formte daraus 1961 Westland Helicopters Limited.
Zu diesem Zeitpunkt hatte Westland bereits zwei eigene Hubschrauber entwickelt, die Westland Scout und die Westland Wasp.
Westland begann in den späten 1960er-Jahren eine enge Kooperation mit dem französischen Hersteller Aérospatiale. Diese Kooperation war Folge einer Forderung der British Army nach neuen Hubschraubertypen. Aérospatiale war verantwortlich für die Entwicklung der Typen Gazelle und Puma und Westland für die Lynx. Die Lynx war ein großer Erfolg in der Entwicklung kleiner schiffsgestützter Hubschrauber und führte zur Entwicklung der größeren W30 für den zivilen Markt.
Nach Produktionsauslaufen des letzten Loses der Scout und der meisten Pumas wurde die Fairey-Division in Hayes geschlossen; eine kleinere Anzahl weitere Pumas wurden einige Jahre später in Weston-super-Mare produziert.
In den 1980er-Jahren stürzte Westland in eine Krise. Trotz Unterstützung durch die Regierung wurde die Firma unprofitabler. Das führte zur Suche nach neuen Investoren. Westland strebte eine engere Verbindung mit Sikorsky an, der damalige britische Verteidigungsminister favorisierte jedoch eine europäische Lösung. Daraufhin drohte Sikorsky 1985 mit dem Ausstieg, und die nachfolgende Regierungskrise wurde als Westland-Affäre bekannt. Der Verteidigungsminister Michael Heseltine trat daraufhin im Januar 1986 zurück, und der Konflikt wurde zu Gunsten von Sikorsky beigelegt. Im gleichen Jahr stellten die Piloten Eggington und Clews mit einer modifizierten Westland Lynx den Geschwindigkeitsweltrekord für Hubschrauber mit 400,87 km/h auf.

### 1986 bis 2000

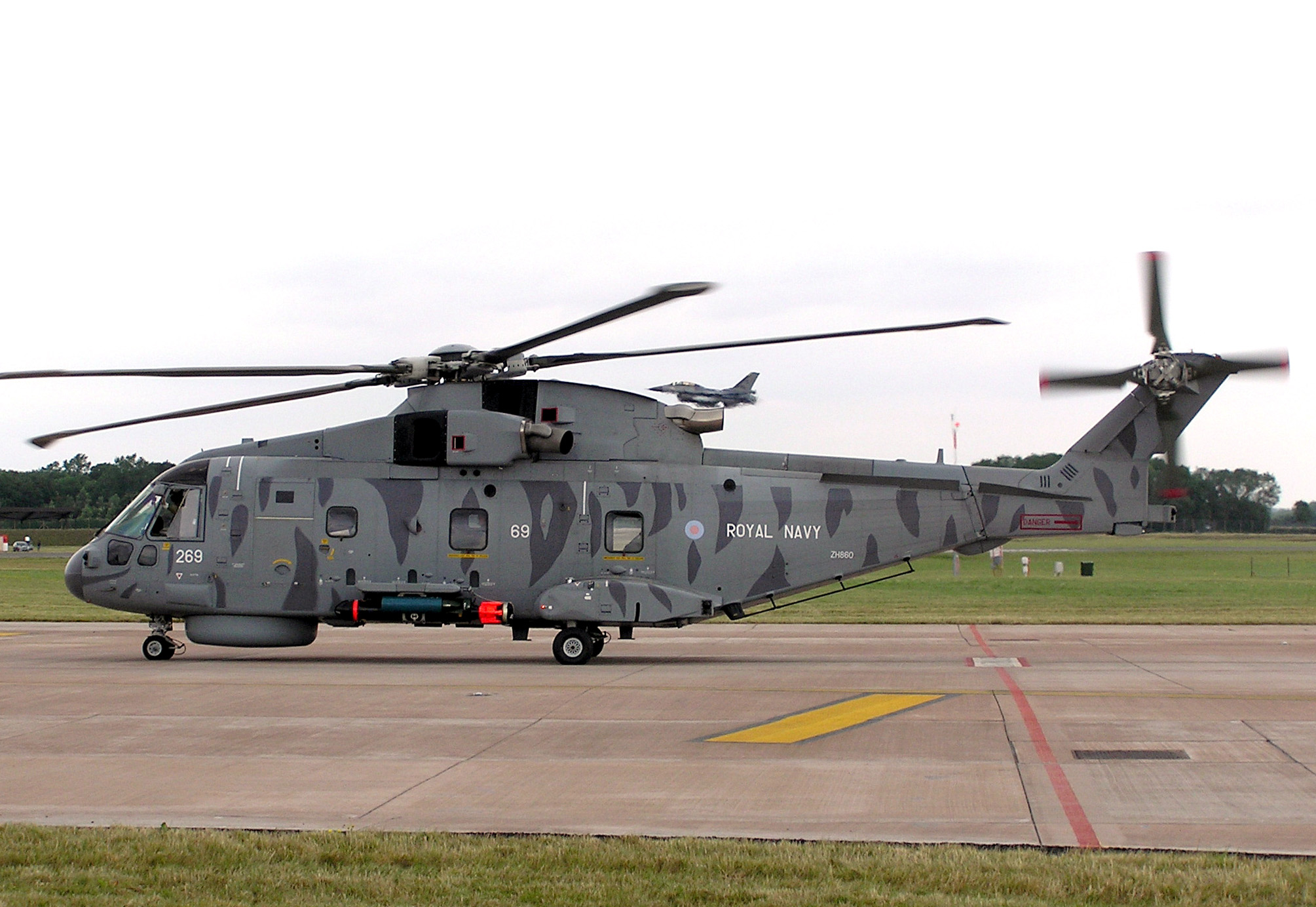
Merlin HM Mk.1

In dieser Zeit hatte Westland auf der Suche nach Unterstützung für die Entwicklung eines Nachfolgemodells für die Sea King eine Vereinbarung mit dem italienischen Hersteller Agusta aufgenommen. Die beiden Firmen gründeten das Joint-Venture EH Industries und entwickelten die EH-101 Merlin, einen Mehrzweckhubschrauber für Marine, Armee und die zivile Luftfahrt. Der Erstflug fand am 9. Oktober 1987 statt, und 1991 bestellte die Royal Navy 44 U-Jagd-Hubschrauber Merlin HM Mk.1.
Seit 1987 war die britische Firma GKN (vormals Guest, Keen and Nettlefolds) durch Aktienaufkauf zu einem Hauptaktionär von Westland geworden. Der andere Hauptaktionär war United Technologies, der Mutterkonzern von Sikorsky. Durch Übernahme der Anteile von UTC erlangte GKN 1994 die Aktienmehrheit, und Westland wurde 1995 in GKN Westland Helicopters umbenannt. In der Folge bekam Westland den Zuschlag der Royal Air Force für die Lieferung des Unterstützungshubschraubers Merlin HC Mk.3 und die Lieferung von WAH-64 Apache für das Army Air Corps.
Mit der Gründung des Joint Venture AgustaWestland der Mutterunternehmen GKN und Leonardo-Finmeccanica, im Jahr 2000, wurde AgustaWestland zum zweitgrößten Hubschrauberproduzenten der Welt.